# Alfabeto portoghese
L'alfabeto portoghese, in accordo con l'Accordo ortografico del 1945 (valido in Portogallo e nei Paesi africani di lingua ufficiale portoghese) e in base al formulario ortografico del 1943 (valido solo in Brasile), è l'alfabeto utilizzato per la scrittura della lingua portoghese. È basato sull'alfabeto latino, di 23 lettere, in aggiunta delle lettere k, w ed y che vengono utilizzate per parole di origine straniera:
| Maiuscolo |   |   |   |   |   |   |   |   |   |   |   |   |   |   |   |   |   |   |   |   |   |   |   |   |   |
| A | B | C | D | E | F | G | H | I | J | K | L | M | N | O | P | Q | R | S | T | U | V | W | X | Y | Z |
| Minuscolo |   |   |   |   |   |   |   |   |   |   |   |   |   |   |   |   |   |   |   |   |   |   |   |   |   |
| a | b | c | d | e | f | g | h | i | j | k | l | m | n | o | p | q | r | s | t | u | v | w | x | y | z |
| Note: 1. Le lettere K, W e Y sono state incluse nell'alfabeto portoghese quando l'accordo ortografico della lingua portoghese del 1990 è entrato in vigore |   |   |   |   |   |   |   |   |   |   |   |   |   |   |   |   |   |   |   |   |   |   |   |   |   |

Oltre a queste lettere, vengono utilizzati anche segni diacritici per esprimere particolari suoni della lingua portoghese: Á, Â, Ã, À, Ç, É, Ê, Í, Ó, Ô, Õ, Ú, Ü. Queste lettere non sono comunque considerate lettere indipendenti e non compaiono elencate nell'alfabeto.
Quando due parole si differenziano solo per la presenza di due lettere, una con e l'altra senza segno diacritico, quella senza segno diacritico viene prima, in ordine alfabetico, rispetto a quella che presenta il segno.

## L'alfabeto portoghese
| Lettera | Nome                                            | Nome                                        | Fonetica            |
| Lettera | Nome                                            | Pronuncia                                   | Fonetica            |
| ------- | ----------------------------------------------- | ------------------------------------------- | ------------------- |
| Aa      | á                                               | /a/                                         | /a/, /ɐ/            |
| Bb      | bê                                              | /be/                                        | /b/                 |
| Cc      | cê                                              | /se/                                        | /k/; /s/            |
| Dd      | dê                                              | /de/                                        | /d/ ~ [ʤ]           |
| Ee      | é or ê                                          | /ɛ/, /e/                                    | /e/, /ɛ/, /i/, /ɨ/  |
| Ff      | éfe                                             | /ˈɛfi/ (Brasile) /ˈɛfɨ/ (Portogallo)        | /f/                 |
| Gg      | gê (Brasile e Portogallo) guê (solo Portogallo) | /ʒe/, /ɡe/                                  | /ɡ/; /ʒ/            |
| Hh      | agá                                             | /aˈɡa/ (Brasile) /ɐˈɡa/ (Portogallo)        | —                   |
| Ii      | i                                               | /i/                                         | /i/                 |
| Jj      | jota                                            | /ˈʒɔtɐ/                                     | /ʒ/                 |
| Kk      | cá (Brasile) capa (Portogallo)                  | /ka/, /ˈkapɐ/                               | /k/                 |
| Ll      | éle                                             | /ˈɛli/ (Brasile) /ˈɛlɨ/ (Portogallo)        | /l/ ~ [u̯]           |
| Mm      | éme                                             | /ˈẽmi/ (Brasile) /ˈɛmɨ/ (Portogallo)        | /m/                 |
| Nn      | éne                                             | /ˈẽni/ (Brasile) /ˈɛnɨ/ (Portogallo)        | /n/                 |
| Oo      | ó                                               | /ɔ/                                         | /o/, /ɔ/, /u/       |
| Pp      | pê                                              | /pe/                                        | /p/                 |
| Qq      | quê                                             | /ke/                                        | /k/                 |
| Rr      | érre                                            | /ˈɛʁi/ (Brasile) /ˈɛʁɨ/ (Portogallo)        | /ɾ/, /ʁ/            |
| Ss      | ésse                                            | /ˈɛsi/ (Brasile) /ˈɛsɨ/ (Portogallo)        | /s/, /z/            |
| Tt      | tê                                              | /te/                                        | /t/ ~ [tʃ]          |
| Uu      | u                                               | /u/                                         | /u/                 |
| Vv      | vê                                              | /ve/                                        | /v/                 |
| Ww      | dáblio (Brasile) dâblio (Portogallo)            | /ˈdabliu/                                   | /u/, /v/            |
| Xx      | xis                                             | /ʃis/, /ʃiʃ/                                | /ʃ/, /ks/; /z/, /s/ |
| Yy      | ípsilon                                         | /ˈipsilõ/ (Brasile) /ˈipsɨlɔn/ (Portogallo) | /i/                 |
| Zz      | zê                                              | /ze/                                        | /z/; /s/            |